# Schluderns
Schluderns ([ʃluˈdɛrns]; italienisch Sluderno; rätoromanisch Schludernⓘ) ist eine italienische Gemeinde mit 1873 Einwohnern (Stand 31. Dezember 2023) im Vinschgau in Südtirol.

## Geographie
Schluderns liegt im Vinschgau im Westen Südtirols. Das Dorf befindet sich auf 921 m Höhe auf der orographisch linken Seite des Etschtals am Ausgang des Matscher Tals, das abgesehen von seinem untersten Abschnitt allerdings zur Nachbargemeinde Mals gehört. Durchquert wird Schluderns vom Saldurbach, der unterhalb des Dorfs in die Puni mündet, die wiederum eine kurze Wegstrecke weiter der Etsch zufließt. Zur Gemeinde gehören ebenfalls der Großteil der kleinen Ortschaft Spondinig (890 m) im Talboden südöstlich des Dorfs sowie am Sonnenberg verstreute Gehöfte. Seinen höchsten Punkt findet das Gemeindegebiet im Nordosten, wo es südliche Ausläufer der Ötztaler Alpen bzw. des Saldurkamms erreicht.

## Geschichte
Die Hänge des Sonnenberges waren schon in grauer Vorzeit leicht besiedelt. Auf dem Ganglegg fanden mehrere Besiedelungswellen statt, die in der Kupferzeit begannen. Auch auf dem Kalvarienberg und den Leitenwiesen standen bis in die frühe Römerzeit Siedlungen.
Der Name ist erstmals 1163 als Sluderns verschriftlicht worden. Sludern findet sich als männlicher Personenname, der Ortsname kann aber letztlich auf den Saldurbach (1301 flumen Sulduri) zurückgehen.
Ursprünglich war das Gebiet im Besitz des Bistums Chur. Im 13. Jh. sind aber schon die Herren von Matsch als Besitzer der Churburg angeführt.
Mitte der 1930er Jahre wurde ein Flugplatz unterhalb des Orts angelegt, der vom italienischen Militär genutzt wurde. Der Flugplatz trug den Namen Campo di fortuna. Die Fläche ging 1999 in Südtiroler Landeseigentum über und wird nun als Agrarnutzfläche verpachtet.

## Politik
Bürgermeister seit 1952:
- Franz Klotz: 1952–1960
- Josef Rungaldier: 1960–1964
- Franz Klotz: 1964–1969
- Josef Frank: 1969–1990
- Kristian Klotz: 1990–2005
- Erwin Wegmann: 2005–2015
- Peter Paul Trafoier: 2016–2020
- Heiko Hauser: seit 2020

## Bevölkerung
Schluderns ist gemäß den erhobenen Sprachgruppenzugehörigkeitserklärungen bzw. Sprachgruppenzuordnungserklärungen eine weitgehend deutschsprachige Gemeinde. Als Berechnungsgrundlage der folgenden Prozentwerte wurden die gültigen Erklärungen von Personen mit italienischer Staatsbürgerschaft herangezogen.
| Sprache     | 1981    | 1991    | 2001    | 2011    | 2024    |
| ----------- | ------- | ------- | ------- | ------- | ------- |
| Deutsch     | 98,45 % | 98,55 % | 97,82 % | 98,80 % | 96,66 % |
| Italienisch | 1,49 %  | 1,39 %  | 2,18 %  | 1,20 %  | 3,22 %  |
| Ladinisch   | 0,06 %  | 0,06 %  | 0,00 %  | 0,00 %  | 0,12 %  |

## Bildung
In Schluderns gibt es eine Grundschule für die deutsche Sprachgruppe.

## Verkehr
Für den Kraftverkehr erschlossen ist Schluderns in erster Linie durch die SS 40. Diese ist im Bereich des Dorfkerns mit der SS 41 verknüpft, in Spondinig mit der SS 38. Zudem bestehen nahe dem Dorfkern und in Spondinig Bahnhöfe der Vinschgaubahn.

## Kultur und Sehenswürdigkeiten

### Bauwerke
siehe auch die Liste der Baudenkmäler in Schluderns
Schluderns besitzt mit der Churburg (13. Jahrhundert) den am besten erhaltenen Wehrbau des Landes. Die im 16. Jahrhundert im Stil der Renaissance umgestaltete Anlage mit ihrem Arkadenhof und den wertvollen Rüstungen ist seit 1504 im Besitz der Grafen von Trapp. Nennenswert sind auch die katholische Kirche, die der Hl. Katharina geweiht wurde sowie das Bezirksmuseum des mittleren und oberen Vinschgaus, das Vintschger Museum (VUSEUM s‘Vintschger Museum), mit mehreren Dauer- und Sonderausstellungen.

### Veranstaltungen
Ein dreitägiges, mittelalterliches Festival, das meist im August in Schluderns stattfindet, sind die Südtiroler Ritterspiele.
Diverse Veranstaltungen rund ums Jahr bietet das Kulturhaus Schluderns.

## Persönlichkeiten

### Ehrenbürger
- Friedrich Hoppe (1921–2008), Gründer und Präsident der Hoppe AG

### Söhne und Töchter der Gemeinde
- Eduard Wallnöfer (1913–1989), Landeshauptmann von Tirol 1963–1987
- Dorothea Agetle (* 1950), paralympische Ski-Langläuferin
- Roland Ruepp (* 1965), paralympischer Ski-Langläufer und Handbiker
- Josef Folie (1833–1915), Züchter des Ursprungshengstes der Haflingerpferde-Rasse 249 Folie

## Galerie

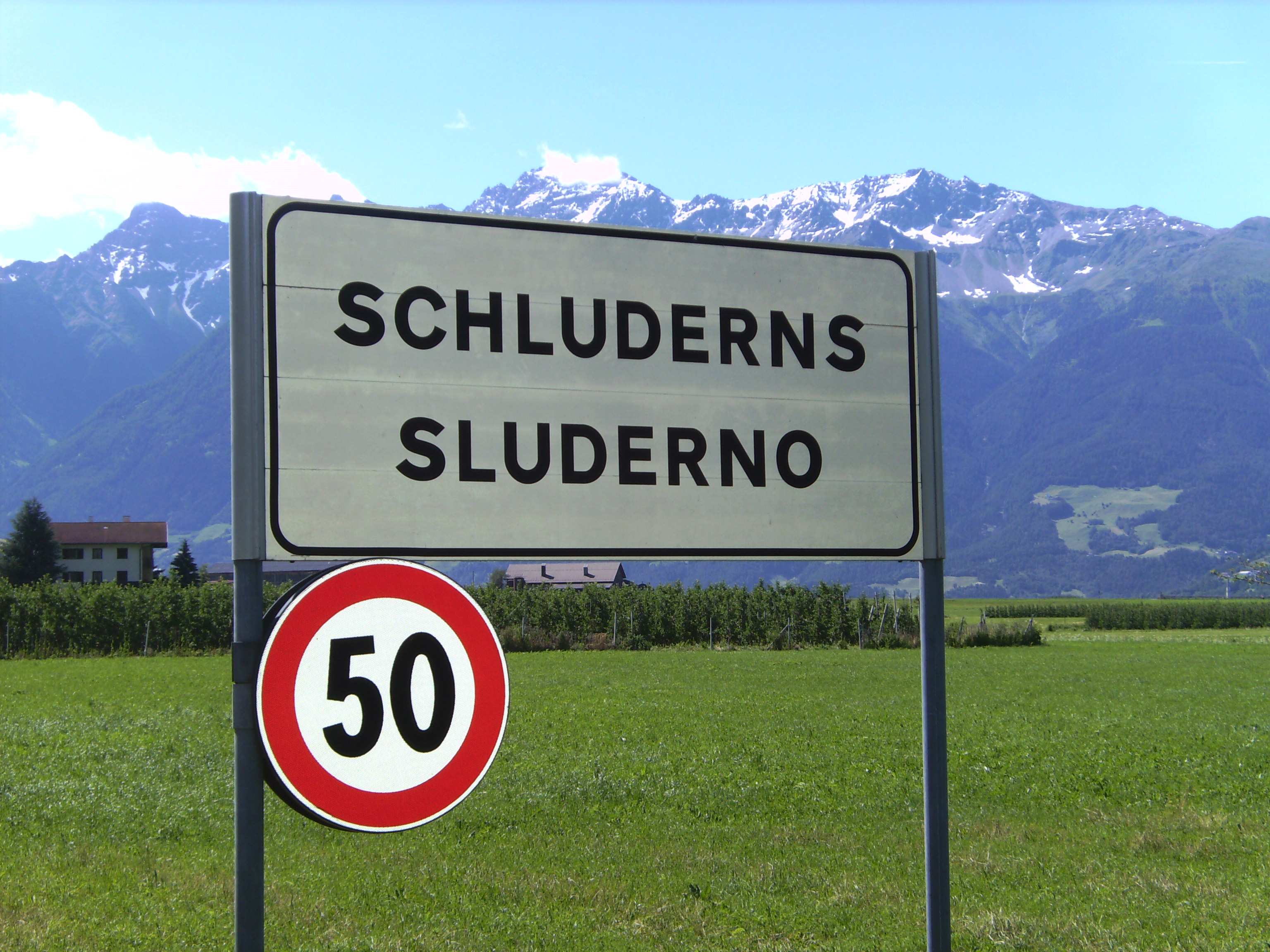
Schluderns
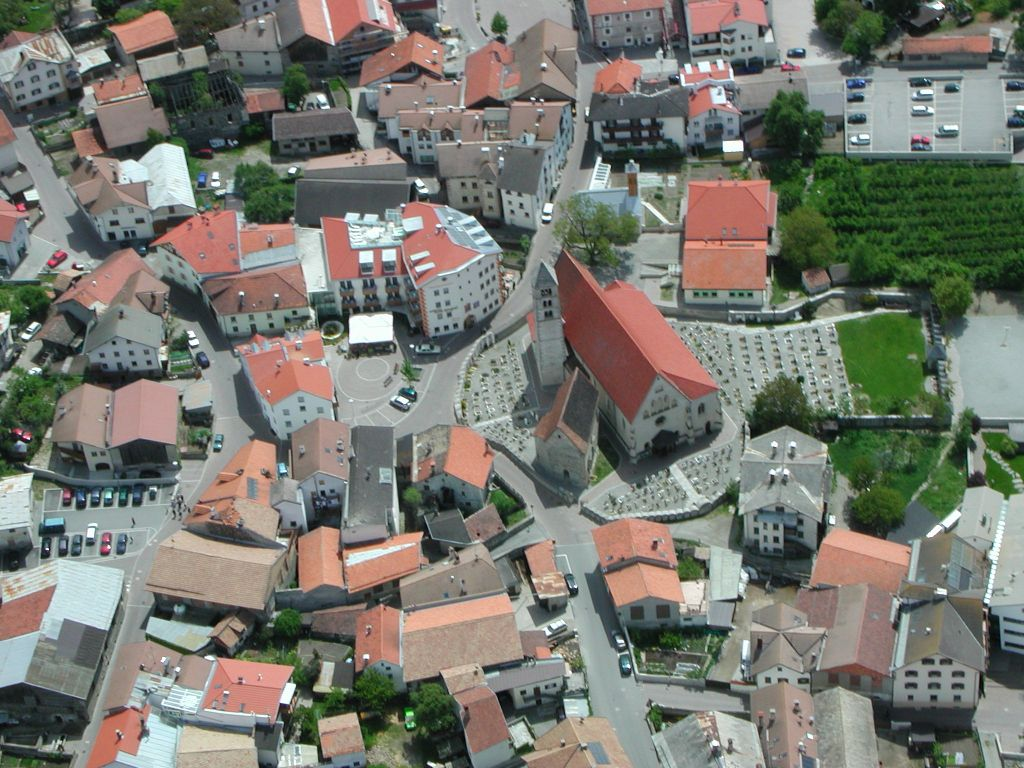
Dorfkern von Schluderns
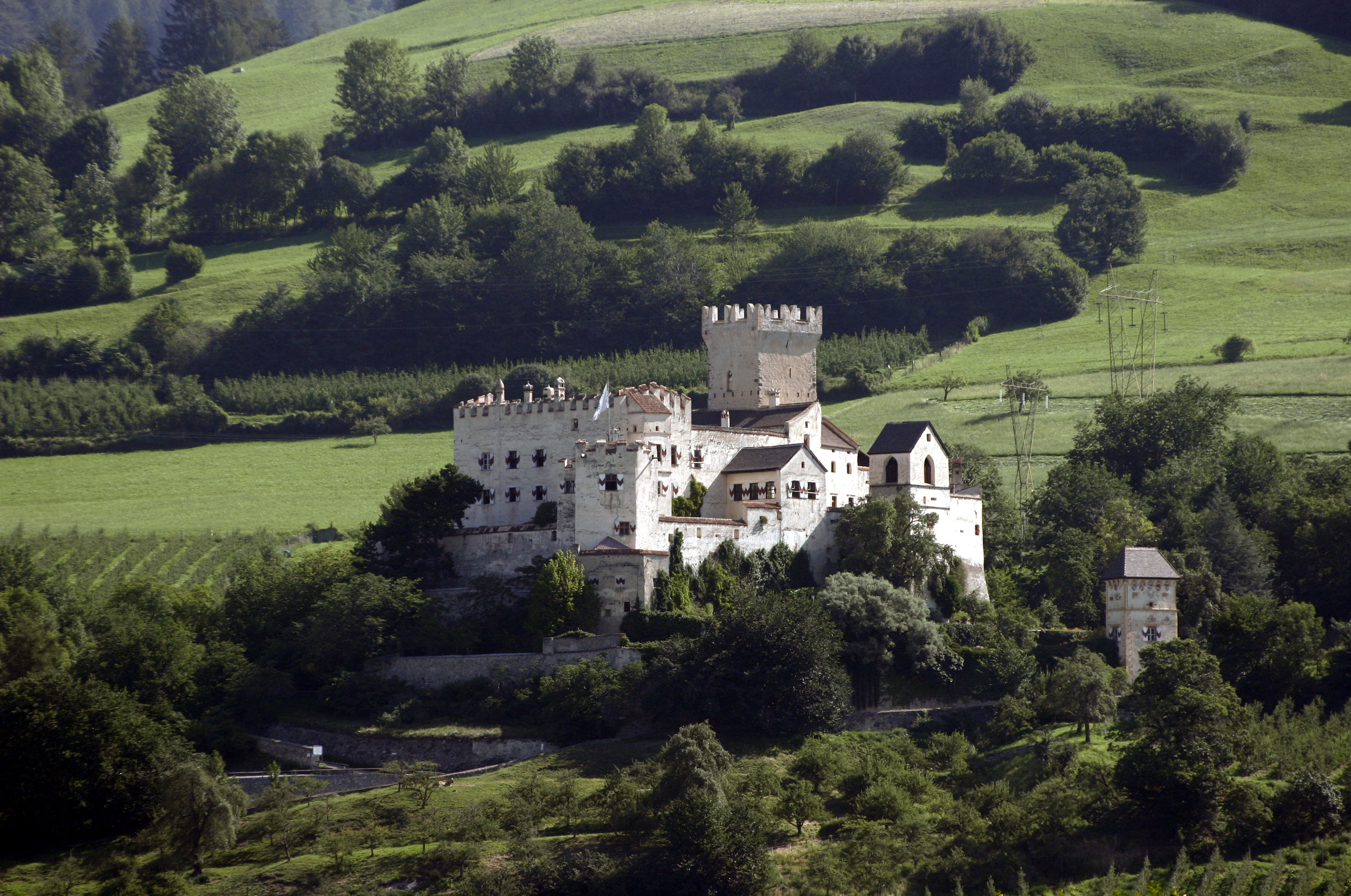
Churburg oberhalb von Schluderns
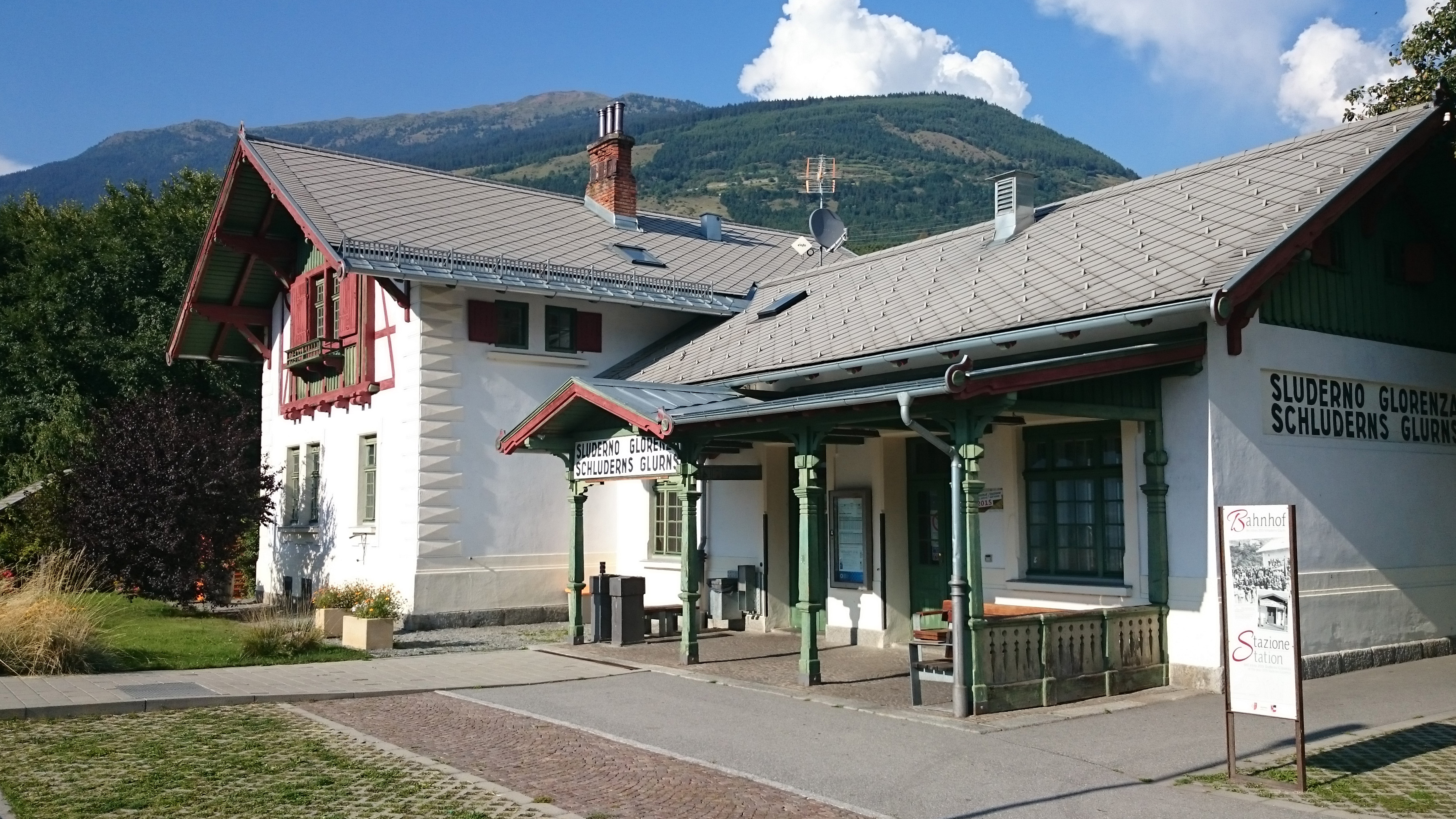
Bahnhof Schluderns
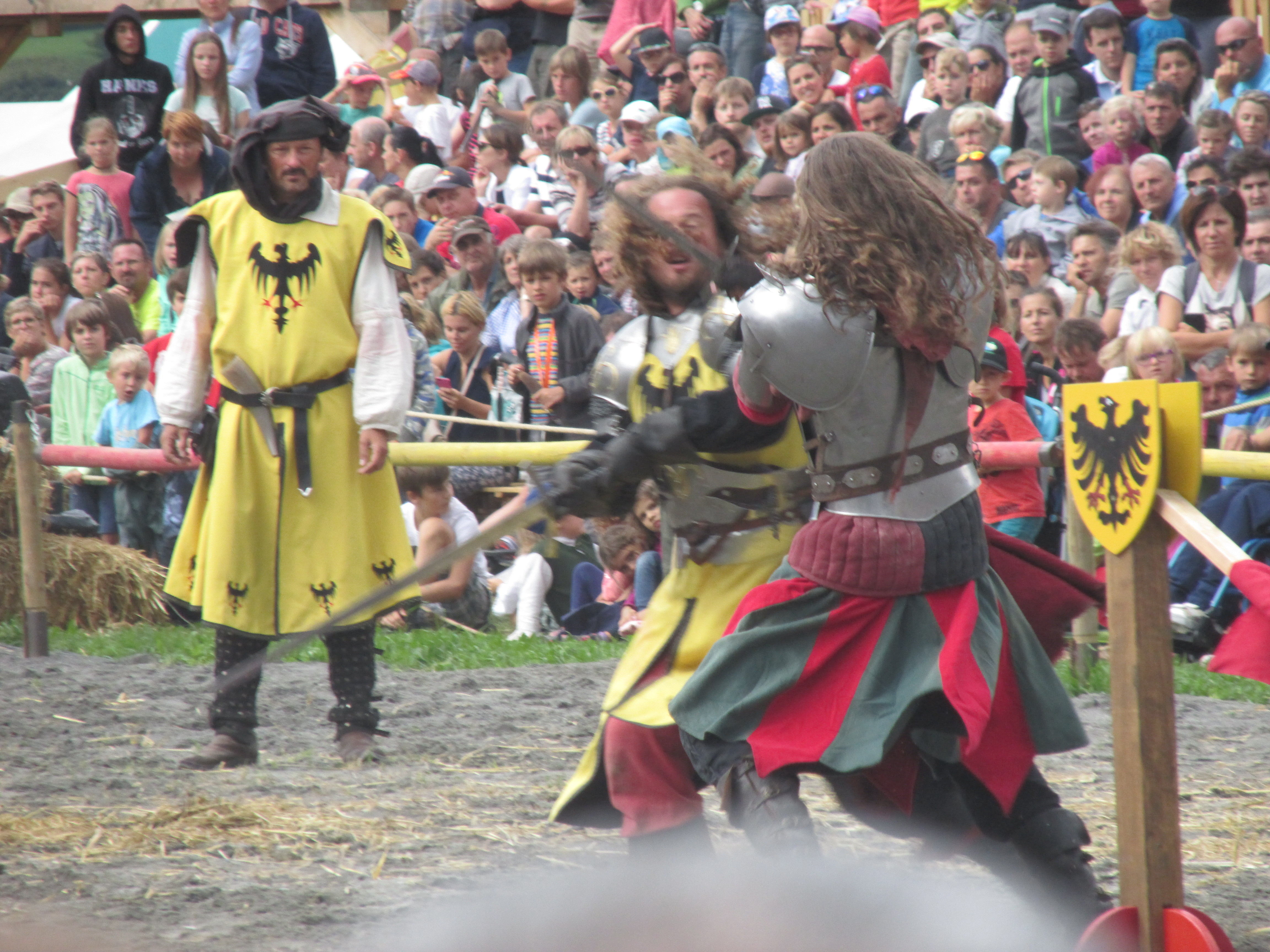
Südtiroler Ritterspiele
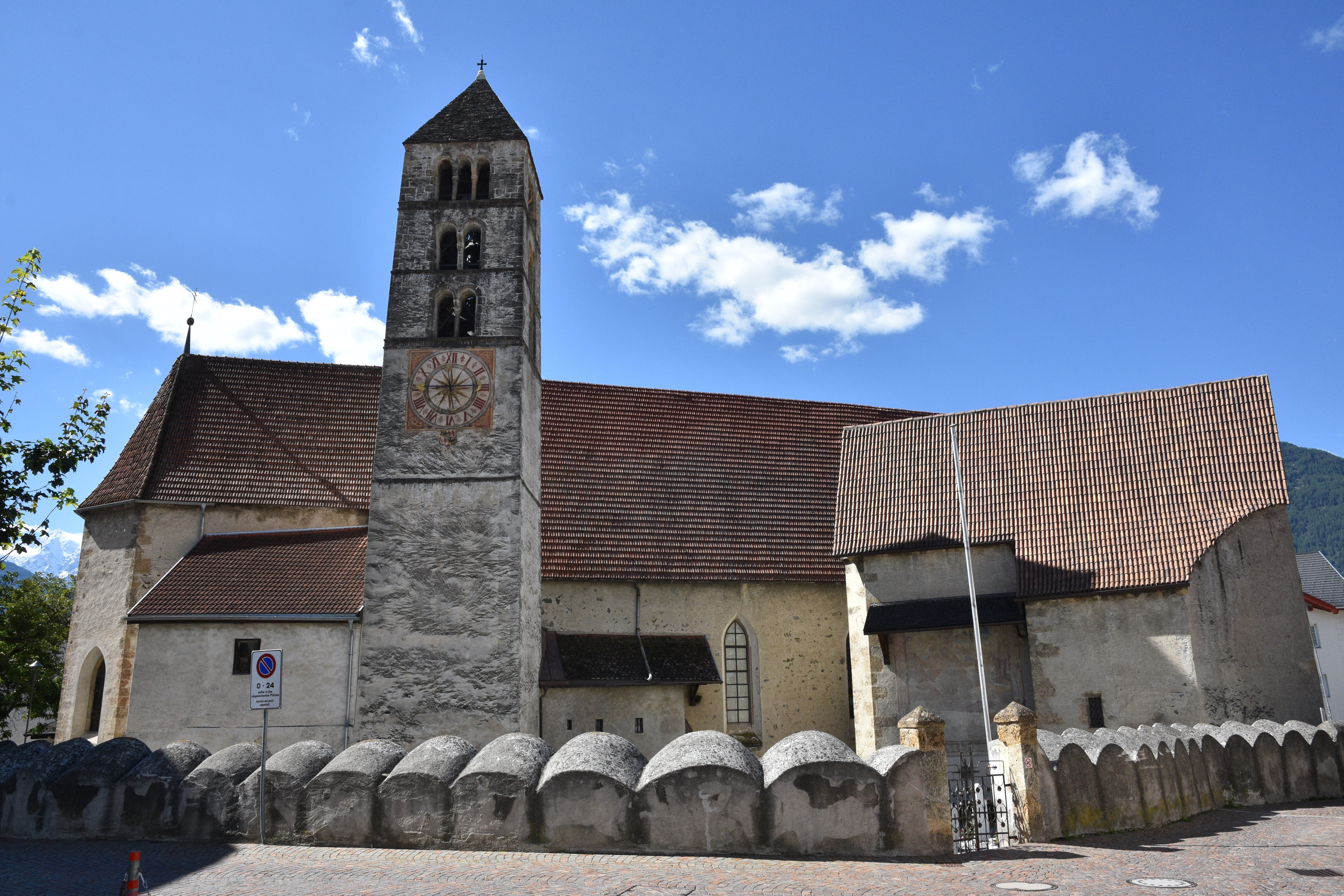
Pfarrkirche St. Katharina